# اومبرتو سیمونتا
اومبرتو سیمونتا (به ایتالیایی: Umberto Simonetta)؛ (۴ آوریل ۱۹۲۶ – ۲۵ اوت ۱۹۹۸) نمایشنامه‌نویس، نویسنده و ترانه‌سرای ایتالیایی بود. او به «هنرمند طبقه‌بندی نشدنی» و «سرگردان بین ژانرهای مختلف» توصیف شد.‌

## زندگی‌نامه
سیمونتا در میلان متولد شد ولی پدرش که یک ضد فاشیست بود، مجبور به ترک میلان و مهاجرت به سوئیس شد. او کار خود را با همکاری گوگلیلمو زوکونی به عنوان نویسنده رادیو و نمایشنامه‌نویس آغاز کرد. او چندین رمان نوشت که برخی از آنها در فیلم‌هایی مانند مرد جوان عادی به کارگردانی دینو ریسی و مسافران عصر به کارگردانی اوگو تونیاتسی اقتباس شدند. او تئاتر جرولامو را در میلان از سال ۱۹۷۹ تا پایان آن در سال ۱۹۸۳ اداره کرد. به عنوان یک ترانه‌سرا، او اغلب با جورجو گابر همکاری می‌کرد.
در سال‌های آخر عمر، سیمونتا به عنوان منتقد تئاتر با روزنامه ایل جورناله همکاری کرد و یکی از فیلم‌نامه‌نویسان کمدی نونو فلیچه بود. او بر اثر تومور درگذشت.